# Sphaerophoria weemsi
Sphaerophoria weemsi är en tvåvingeart som beskrevs av Knutson 1972. Sphaerophoria weemsi ingår i släktet sländblomflugor, och familjen blomflugor. Inga underarter finns listade i Catalogue of Life.